# Nyctimene rabori
Nyctimene rabori е вид бозайник от семейство Плодоядни прилепи (Pteropodidae). Видът е застрашен от изчезване.

## Разпространение
Разпространен е във Филипини.